# Juan Maldonado de Villasante
Juan Maldonado de Villasante (¿León? de la provincia de Nicaragua, Capitanía General de Guatemala, ca. 1600-Capitanía General de Guatemala, ¿?) fue un funcionario de la Corona española en América que fuera designado alcalde ordinario de la ciudad de León en la provincia de Nicaragua), luego en 1635 fue alcalde ordinario de la ciudad de Cartago de la provincia de Costa Rica y en 1636, con el título de teniente de gobernador, ejerció en forma interina el mando provincial.

## Biografía
Juan Maldonado de Villasante había nacido hacia 1600 muy probablemente en la ciudad de León de la provincia de Nicaragua, en la Capitanía General de Guatemala que formaba parte del Virreinato de Nueva España, en donde residió y fue alcalde ordinario. 
Durante ese año, y hasta principios de 1636, tuvo que hacerse cargo del gobierno de la provincia de Costa Rica en calidad de teniente gobernador.
Durante su gobierno se suprimió el cargo de tesorero de Costa Rica, y la hacienda costarricense pasó a depender de la Tesorería de Nicaragua. Tras dejar el puesto de teniente de gobernador regresó a Nicaragua.